# Allium pilosum
Allium pilosum — вид рослин з родини амарилісових (Amaryllidaceae); ендемік Греції.

## Опис
Стебло коротше 15 см. Листочки оцвітини рожево-бузкові й блискучі.

## Поширення
Ендемік Греції. Описаний з острова Кімолос; пізніше знайдений на островах Наксос, Астипалея, Мілос, Псара; також повідомляється на невеликому острові Понтикуса, на північний захід від Астипалеї.